# Всесоюзное агентство по авторским правам
Всесоюзное агентство по авторским правам (аббр. ВААП) — общественная организация по охране авторских прав в СССР, существовавшая в период с 1973 по 1991 годы.

## История
Всесоюзное агентство по авторским правам было учреждено Советом Министров СССР на базе ВУОАП и УОАП Союза художников СССР в 1973 в связи с присоединением СССР к Всемирной конвенции об авторском праве (в женевской редакции 1952), последовавшем 27 февраля 1973 и действительным с 27 мая 1973. Постановление Совета Министров СССР от 16 августа 1973 года № 588 «О Всесоюзном агентстве по авторским правам» осталось неопубликованным, поскольку содержало положения «не для печати». Документ был напечатан в изложении в газете «Известия» за 27 декабря 1973.
В СССР произведения зарубежных авторов печатались, репродуцировались и исполнялись без всякого на то разрешения, что вызывало многочисленные протесты зарубежных организаций. Однако Советский Союз решил основать ВААП лишь в тот момент, когда количество советских научных публикаций в западной периодике достигло такого объема, что советской стороне показалось финансово невыгодным дальнейшее использование авторских прав без лицензий.
С 1974 ВААП являлось членом CISAC — Международной конфедерации обществ авторов и композиторов. ВААП было одним из 3-х основателей и устроителей Московской книжной ярмарки, которая с 1977 проходит в сентябре каждые 2 года.
В 1991 году существенным образом поменялось содержание союзного и республиканского законодательства, регулирующего вопросы авторского права. Впервые в советском праве появилось понятие «смежные права». Эти изменения привели к необходимости создания государственного органа, уполномоченного контролировать исполнение законодательства об охране авторских прав в СССР. 14 мая 1991 года Всесоюзное агентство по авторским правам было преобразовано в Государственное агентство СССР по авторским и смежным правам на правах государственного комитета СССР.

## Структура и функции
Устав ВААП был принят 20 сентября 1973. К учредителям ВААП, составлявшим орган его высшего руководства, собираемый «на конференцию» не реже одного раза в 5 лет, кроме СП и СХ принадлежали: Союзы композиторов, журналистов, кинематографистов и архитекторов, а также Академия наук СССР, некоторые госкомитеты, министерства культуры и внешней торговли и информационное агентство «Новости».
Сами авторы не могли быть членами ВААП, это была «общественная» организация, наделенная правами юридического лица. ВААП заявляло и осуществляло правовую монополию на литературные, художественно-изобразительные, научные и публицистические произведения советских авторов (это касалось как внутренних, так и внешних отношений). ВААП представляло права советских и зарубежных авторов при использовании их произведений в СССР, равно как права советских авторов и их наследников за границей. Советский автор до 31 декабря 1990 не мог самостоятельно продавать право на использование своих произведений иностранцу, за этим он должен был обратиться к услугам ВААП, хотя с 1988 договоры с иностранными издательствами должны были подписываться и авторами. Советское издательство не имело права самостоятельно приобретать права на использование зарубежных произведений у автора или у его издательства, это делалось через ВААП.

## Руководящие органы
Председатели правления ВААП
- 1973—1981 Борис Панкин
- 1982—1986 Константин Долгов
- 1986—1992 Николай Четвериков

## Критика
Владимир Войнович в открытом письме от 1 октября 1973 года иронически предложил дать ВААП более соответствующее название ВАПАП — Всесоюзное агентство по присвоению авторских прав. Он также порекомендовал охранять авторские права вместе с носителями этих прав, для чего, по мнению Войновича, в ведение агентства следовало передать Лефортовскую или Бутырскую тюрьму со штатом охранников и овчарок. Письмо Войновича было опубликовано за рубежом в журнале «Посев» (№ 11, 1973) и стало поводом для разбирательства персонального дела писателя на заседании Московской писательской организации, в результате чего В. Войнович был исключен из Союза писателей.
В романе Марины Лобановой «Со смертью наперегонки» ВААП выведен под названием «людоедское племя Ням-Ням-ХААП».